# Dahlonega, Georgia
Dahlonega är en stad (city) i Lumpkin County, i delstaten Georgia, USA. Enligt United States Census Bureau har staden en folkmängd på 5 251 invånare (2011) och en landarea på 22,3 km². Dahlonega är huvudort i Lumpkin County.